# Miroslav Kejmar
Miroslav Kejmar (* 3. července 1941) je český trumpetista.

## Život a činnost
Studoval na pražské konzervatoři a na Hudební fakultě AMU u prof. Václava Paříka.
V letech 1970 až 2008 byl členem České filharmonie. Vystupuje v komorních žesťových souborech a trvale spolupracuje se souborem Pražských žesťových sólistů, který spoluzaložil.
Nahrál řadu desek a CD u hudebních vydavatelství Supraphon, Pony Canyon, Classic, Ultraphon, Music Vars a další.
Pod Českou filharmonií přispěl k tvoření hudby do filmu Zámek v oblacích.